# 聖卡洛斯德爾蘇利亞
聖卡洛斯德爾蘇利亞（西班牙語：San Carlos del Zulia），是委內瑞拉的城鎮，位於該國西北部蘇利亞州，是科隆市的首府，始建於1778年3月14日，海拔高度10米，鎮上設有機場和發電站。